# Galgenberg (Elbingerode)
Der Galgenberg ist eine 506,1 m ü. NHN hohe Erhebung des Harzes bei Elbingerode im Landkreis Harz, Sachsen-Anhalt.
Der Galgenberg befindet sich im Unterharz im Naturpark Harz/Sachsen-Anhalt östlich von Elbingerode und kennzeichnet die höchste Stelle des dort befindlichen Kalksteinklippenzuges. Direkt nördlich vom Galgenberg verlief vermutlich der Trockweg, der von Quedlinburg vorbei an der Pfalz Bodfeld über den Harz führte. Östlich des Berges liegt die Wüstung Erdfelde, die mit Bodfeld in engem Zusammenhang stand. Unmittelbar südlich breitet sich ein großer Kalksteinbruch aus.
Wie dem Namen des Berges, Galgenberg, bereits zu entnehmen ist, handelt es sich hierbei um die Richtstätte der früheren Stadt Elbingerode.
Der Galgenberg ist als Nr. 38 in das System der Stempelstellen der Harzer Wandernadel einbezogen.